# Андраш II
Андраш II або Андрій II (Ендре II; 1175 чи близько 1177 — 1235) — король Угорщини (1205—1235) з династії Арпадів, титулярний король Галичини та Володимирії (лат. rex Galiciae et Lodomeriae). Противник волинського князя Данила Романовича.

## Імена
- Андраш II — ім'я як Короля Угорщини
- Андрій — ім'я як Короля Галичини і Володимирії
- Андраш Єрусалимський — прозваний так за участь у П'ятому хрестовому поході і оборону Святої землі.
- Андраш Хрестоносець — прозваний так за заслуги в обороні Християнства.

## Біографія
Вступив на престол після тривалої боротьби зі своїм братом Імре (1196-1204).
29 травня 1205 р. Янош, архієпископ Естергома, коронував Андрія ІІ королем Угорщини у Секешфегерварі. Під час свого правління Андрій ІІ брав активну участь у справах Королівства Русі. 1211 року віддав землю Барца (Трансильванія) у лен тевтонським лицарям, оскільки система угорських засік (дьєпу) не змогла зупинити напади половців. 1212 року також передав тевтонцям землі на південь від Татарського перевалу.

### Боротьба за трон Русі
Після того, як Великий князь Київський Роман Мстиславович 1204 року не встиг отримати від Папи Римського Інокентія ІІІ королівську корону та загинув під час походу на поляків, залишивши своїм нащадком малолітнього Данила, Андрій ІІ розпочав свою першу кампанію з завоювання Галицько-Волинського князівства в 1205—1206 рр. На прохання галицьких бояр він вступив проти чернігівського князя Всеволода Святославича та його союзників від імені Данила Романовича. Всеволод та його союзники були змушені відступити.
Після цього Андрій ІІ прийняв титул «короля Галичини та Володомерії (Волині)», продемонструвавши свою претензію на сюзеренітет у цих двох князівствах. Після повернення Андрія до Угорщини далекий кузен Всеволода Святославича, Володимир Ігорович, захопив Галич і Волинь, а Данило і його матір втекли до краківського князя Лешека, який запропонував їм відвідати Андрія. Однак Володимир Ігоревич «відправив багато подарунків» і Андрію, і Лешеку, відмовляючи «від нападу на нього». Однак згодом Роман Ігорович таки повернувся до Галичини і за допомогою угорських допоміжних військ вигнав Володимира Ігоревича.
1214 року в Спиші уклав з Лешком Білим угоду про поділ галицько-волинських земель між Угорщиною і Польщею, гарантією якої ставав шлюб між сином Андрія II Коломаном і дочкою Лешка — Соломією.
1214-1219 — син Андрія II Коломан займав галицький престол.
1219-1227 — вів боротьбу з галицьким князем Мстиславом Удатним.
1228-1233 — намагаючись закріпити за своїм сином Андрієм галицький престол, воював з Данилом Романовичем, але зазнав поразки.
Дружина Гертруда Меранська була вбита угорськими баронами за участь у насильстві, яке вчинив її брат над дружиною воєводи Бенедикта.

### Участь у П'ятому Хрестовому Поході
1215 року Папа Римський Іннокентій III на четвертому Латеранському соборі оголосив про новий хрестовий похід. У липні 1217 року із Загребу угорський король спільно з герцогом Австрійським Леопольдом VI й меранським герцогом Оттоном I виступив до Палестини.
Армія короля була мінімум 10 000 солдатів, а також значно більше «незліченних» піхотинців — більшість з них залишилися позаду, коли Андрій II та його вояки потрапили до Спліту через два місяці. Надалі їх перевозив венеційський флот. Андрій та його вояки припливли 9 жовтня на Кіпр, звідти вони відпливли до Акри, і приєдналися до Жана де Брієна, правителя Єрусалимського королівства. До часу свого повернення додому Андрій II залишався лідером християнських сил у п'ятому хрестовому поході. У жовтні 1217 року магістри госпітальєрів, тамплієрів і тевтонців з керівниками хрестового походу провели військову раду в Акрі, на якій керував король Угорщини.
10 листопада 1217 року армія хрестоносців під орудою угорського короля перемогла султана Аль-Аділа I в Бетсаїде на річці Йордан. Мусульмани відійшли до своїх фортець та міст. У Єрусалимі стіни та укріплення були зруйновані, щоб християни не мали змоги захищати місто, якщо б їм вдалося взяти його. Мусульмани втекли з міста, побоюючись, що відбудеться повторення кровопролиття часів Першого хрестового походу. Катапульти і требушети хрестоносців не прибули вчасно на Святу Землю, через що їх атаки на фортеці Лівану та гору Табор не принесли відчутних результатів. Чимало часу Андрій II витратив на збір святих реліквій. На початку 1218 року він, будучи тяжко хворим, вирішив повернутися додому, що й невдовзі зроблено.

## Генеалогія
Король Андраш (Андрій) веде свій родовід, в тому числі, й від Великих князів Київських з роду Мономаховичів та Ярославичів. Також він є прямий нащадок Легендарних Хрестоносців.